# L'Élue (film)
Pour les articles homonymes, voir L'Élue.
Pour plus de détails, voir Fiche technique et Distribution.
L'Élue  ou Bénie soit l'enfant au Québec (Bless the Child) est un film américano-allemand réalisé par Chuck Russell, sorti en 2000.
Le film suit Maggie O'Connor qui revoit sa jeune sœur Jenna, une toxicomane qui avait complètement disparu de la circulation. Elle se sauve à nouveau de l'appartement de Maggie en abandonnant sa petite fille autiste, Cody, âgée seulement de quelques jours. Les années passent, Maggie s'occupe désormais de Cody comme une mère. Entre son travail à l'hôpital et l'autisme de la petite fille, elle a réorganisé sa vie. Dans son école spécialisée, ceux qui n'ont pas remarqué que Cody était différente l'ont cependant ressenti. À son contact, d'inexplicables phénomènes vont se produire.

## Synopsis
Maggie O'Connor est une infirmière psychiatrique vivant à New York et elle prend en charge sa nièce Cody et de sa frangine Jenna, une sans-abri toxicomane qui l'a rejeter dans la résidence de Maggie juste avant le jour de Noël. Maggie pris soin de sa nièce Cody dans ses années de stages, Cody est une petite fille refermée, alors que Maggie est méfiante sur le diagnostic. Maggie intègre Cody dans une école catholique dans le quartier de Brooklyn et alors que les religieuses découvrent que Cody possède des capacités télékinésiques.
Cependant, il y a des enlèvements d'enfants et de meurtres en série dans New York, un agent spécial du FBI John Travis qui est un ancien étudiant du séminaire et il enquête sur ces crimes. Il y a des corps qui sont tatoués avec les symboles sataniques et les victimes sont reliées à la date de naissance qui correspond à Cody. Dans un hôpital, Maggie fait la connaissance de Cheri, une jeune toxicomane qui porte le tatouage du diable, et elle connaît Jenna. Dans l'entretien, Cheri dévoile que Cody est spécial et conseil pour Maggie de la mettre en sécurité. Plus tard, Maggie et Cody entrent dans une église, Maggie remarque toutes les bougies s'allument à cause de l'arrivée de Cody et cela avait surpris Maggie.
Lorsque Maggie est de retour à la maison, elle découvre Jenna qui est propre et sobre, avec son nouveau compagnon, Eric Stark, une sorte de gourou qui essaie de s'emparer Cody. Maggie doit refuser, mais Jenna et Eric Stark ont réussi à enlever Cody par discrétion. Maggie signale à la police au sujet du kidnapping et l'agent John Travis lance l'intervention sur l'affaire. Maggie essaie de savoir au sujet de l'organisation d'Eric, « l'Aube nouvelle », puis visite un des établissements. Cheri signale Maggie et explique que Jenna était auparavant membre de « l'Aube nouvelle », qui est une organisation satanique administrée par Eric. Elle explique que ce culte organise l'enlèvement des enfants de six ans et de les lancer des expériences; certaines personnes qui ont échoué et ils sont victimes assassinats et alors que Cheri dévoile qu'ils massacrent des innocents. Cheri informe au sujet de Cody est une future enfant saint qui guidera les gens pour Dieu et c'est alors que Eric tente de conspirer contre le Christ.
Les sbires du culte prennent en chasse Cheri lorsqu'elle a dévoilé l'adresse de Eric Stark pour Maggie et Cheri est tuée à la tête tranchée dans le métro. Maggie entre dans la résidence qui correspond a l'adresse et c'est un immeuble délabré et Eric est présent avec Jenna et Cody. Maggie pointe sur Eric avec son pistolet, mais malheureusement elle est chloroformée par un de ses hommes nommé Stuart. Elle se réveille dans le siège d'une voiture et heurte sur près du pont. Une personne inconnue lui porte assistance avant que la voiture coule dans la rivière. Cependant, Eric oblige Cody à observer alors qu'il ordonne un vagabond de se bruler lui-même. Et alors que Cody entrave pour assurer au vagabond que dieu prend soin de lui. Et alors Eric brûle le vagabond vivant. Et pour Jenna, elle absorbe de la drogue.
Maggie doit suivre Cody qui est occupé par une nounou nommée Dahnya qui est membre de « l'Aube nouvelle » et elle essaie d'enlever Cody et alors que Maggie consulte un orthodontiste. Une autre personne inconnue leur porte assistance et leur faire prendre une rame de métro en retenant la porte de la rame. En demandant au prêtre chrétien, Maggie emmène Cody au chemin du couvent de la religieuse nommée Sœur Rosa à l'intérieur du Vermont, mais les membres de « l'Aube nouvelle » prennent en chasse et enlèvent Cody. Maggie contacte l'agent Travis qui lui porte assistance, de suivre les membres de « l'Aube nouvelle » et cela conduit à la demeure de Eric. Maggie et l'agent Travis s'introduisent dans la demeure, mais ils sont attaqués par les membres de « l'Aube nouvelle » et ils ont battu l'agent Travis. Maggie prend la fuite dans la forêt et arrive dans une église abandonnée où la messe noire aura lieu. Cependant ci, les bonnes sœurs qui sont au service de la Sœur Rosa, elles sont inquiètes de la situation de Maggie de vouloir arriver avec Cody, elles doivent prier ensemble sur le bien être. Maggie blesse Eric au poignard, et celui-ci lui blesse au pistolet alors que Maggie essaie de porter secours Cody. Les 3 orbes de lumière surgissent dans l'église alors que les membres de « l'Aube nouvelle » observent et ils sont effrayés, puis les blessures de projectile sur Maggie disparaissent comme par magie. Tout à coup, l'agent Travis et les policiers font irruption dans l'église et ils tuent Eric par balles et puis les flics et l'agent Travis matent les orbes de lumière qui sont dispersés. Les derniers membres de « l'Aube nouvelle » sont mis en arrestation.
Plus tard, Jenna sera désintoxiquée et on propose à Maggie d'être la tutrice de Cody. C'est ainsi que Maggie, l'agent Travis et Cody avancent dans la messe, un autre membre de « l'Aube nouvelle » prend en chasse Cody pour tenter de la poignarder. Confronté par des statues d'anges qui sont armés d'épée que Cody est retourné pour regarder son assaillant. Son assaillant relâche le poignard et il prend la fuite.

## Fiche technique
Sauf indication contraire, les informations mentionnées dans cette section peuvent être confirmées par la base de données cinématographiques IMDb,  présente dans la section « Liens externes ».
- Titre français : L'Élue
- Titre original : Bless the Child
- Titre québécois : Bénie soit l'enfant
- Réalisation : Chuck Russell
- Scénario : Thomas Rickman, Clifford Green et Ellen Green, d'après le roman de Cathy Cash Spellman
- Musique : Christopher Young
- Photographie : Peter Menzies Jr.
- Montage : Alan Heim
- Décors : Carol Spier
- Costumes : Denise Cronenberg
- Production : Bruce Davey, Lis Kern, Stratton Leopold, Mace Neufeld et Robert Rehme
- Sociétés de production : Icon Productions, Munich Film Partners & Company et Paramount Pictures
- Distribution : SND (France), Belga Films (Belgique), Paramount Pictures (États-Unis)
- Budget : 40 millions de dollars
- Pays de production : États-Unis
- Format : Couleurs - 2,35:1 - DTS / Dolby Digital - 35 mm
- Genre : horreur, thriller, drame, fantastique
- Durée : 107 minutes
- Dates de sortie :
  - États-Unis : 11 août 2000
  - France : 18 octobre 2000
  - Belgique : 28 mars 2001
- Film interdit aux moins de 12 ans lors de sa sortie en France

## Distribution
- Kim Basinger (VF : Michèle Buzynski ; VQ : Claudie Verdant) : Maggie O'Connor
- Jimmy Smits (VF : Bernard Lanneau ; VQ : Jean-Luc Montminy) : l'agent John Travis
- Holliston Coleman (VQ : Geneviève Déry) : Cody O'Connor
- Rufus Sewell (VQ : Daniel Picard) : Eric Stark
- Angela Bettis (VQ : Camille Cyr-Desmarais) : Jenna O'Connor
- Christina Ricci (VQ : Sophie Léger) : Cheri Post
- Michael Gaston (VQ : Pierre Chagnon) : l'inspecteur Frank Bugatti
- Lumi Cavazos (VF : Nathalie Régnier ; VQ : Hélène Mondoux) : Sœur Rosa
- Dimitra Arliss (VQ : Élizabeth Lesieur) : Dahnya
- Eugene Lipinski (VQ : Jean-Marie Moncelet) : Stuart
- Anne Betancourt (VQ : Johanne Garneau) : Maria
- Ian Holm (VQ : Vincent Davy) : le révérend Grissom
- Helen Stenborg : Sœur Joseph
- Vince Corazza : l'assistant du révérend
- David Eisner : le docteur

Sources et légende: Version française (VF) sur RS Doublage et Version québécoise (VQ) sur Doublage Québec

## Autour du film
- Le tournage a débuté le 30 juin 1999 et s'est déroulé à Burlington, Sarnia et Toronto, au Canada.
- Le pont où a lieu l'accident de Maggie est le Blue Water Bridge entre Point Edward, Ontario et Port Huron, Michigan. L'arrière plan représentant New York a été rajouté numériquement.
- Dans la cathédrale, lorsque les cierges s'allument en même temps, on peut remarquer aux vêtements de Maggie qu'un système de soufflerie a été utilisé pour souffler les flammes et que la scène a en fait été tournée à l'envers.
- La scène où Cheri Post (Christina Ricci) est tuée, a été filmée dans une station de métro désaffectée de Toronto.
- Pour les besoins du film, des triplés ont incarné Cody bébé, il s'agit d'Austin, Corrina et Brianna Reed.

## Distinctions
- Nomination au prix de la meilleure jeune actrice pour Holliston Coleman, par l'Académie des films de science-fiction, fantastique et horreur en 2001.
- Prix du meilleur second rôle féminin dans un film à suspense pour Christina Ricci et nomination pour le prix de la meilleure actrice dans un film à suspense pour Kim Basinger, lors des Blockbuster Entertainment Awards en 2001.
- Nomination au prix de la pire actrice pour Kim Basinger, lors des Razzie Awards en 2001.
- Nomination au Young Artist Award de la meilleure jeune actrice de dix ans ou moins pour Holliston Coleman en 2001.